# 22.ª edición de los Premios Óscar
La 22.ª edición de los Premios Óscar se celebró el 23 de marzo de 1950 en el RKO Pantages Theatre de Los Ángeles, California, y fue conducida por el actor Paul Douglas.
Esta fue la última edición en la que las cinco películas nominadas en la categoría de mejor película fueron rodadas en blanco y negro.

## Ganadores y nominados

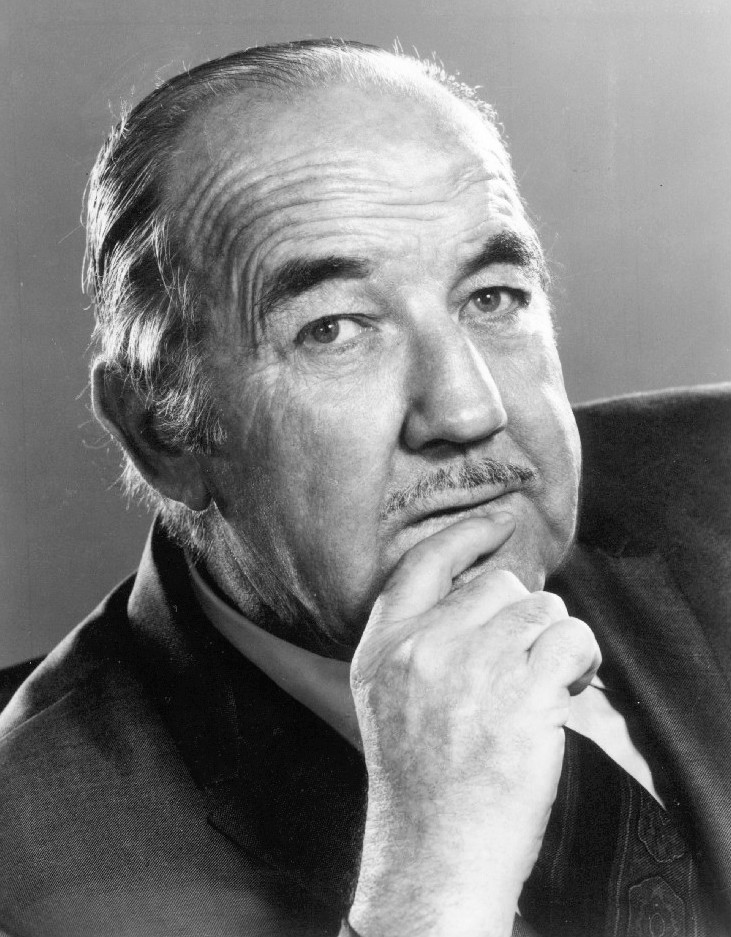
Broderick Crawford fue el ganador del Óscar al mejor actor por All the King's Men.

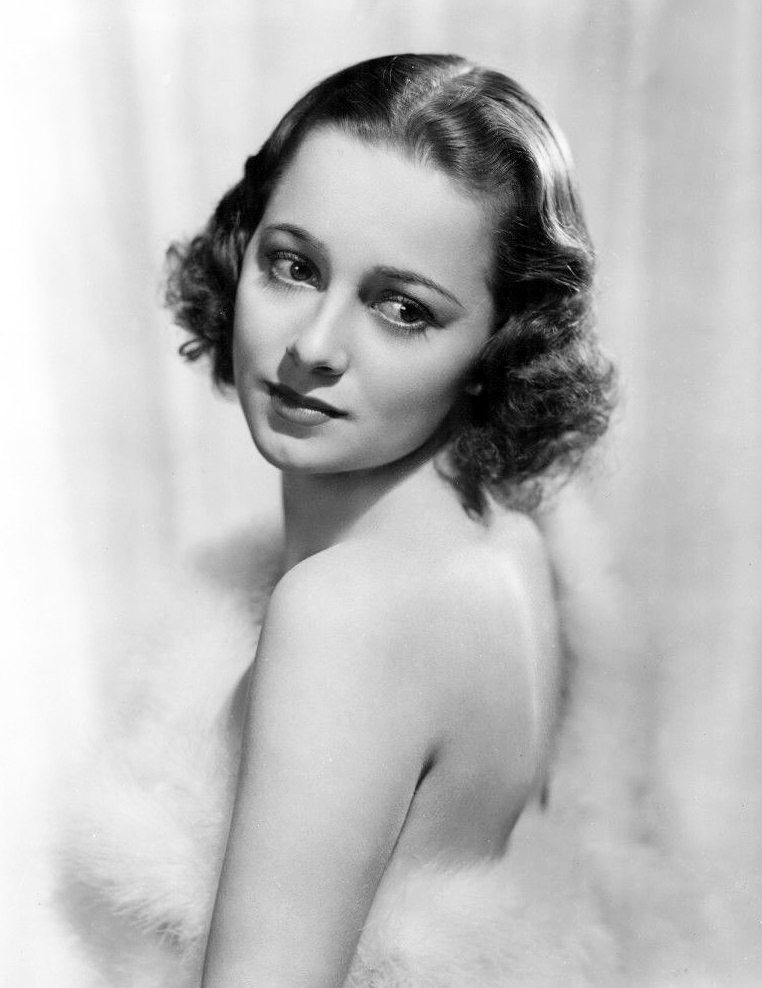
Olivia de Havilland fue la ganadora del Óscar a la mejor actriz por La heredera.

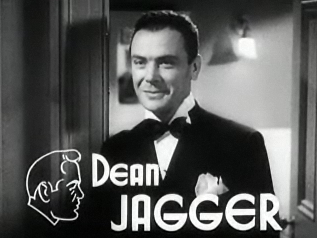
Dean Jagger fue el ganador del Óscar al mejor actor de reparto por Almas en la hoguera.

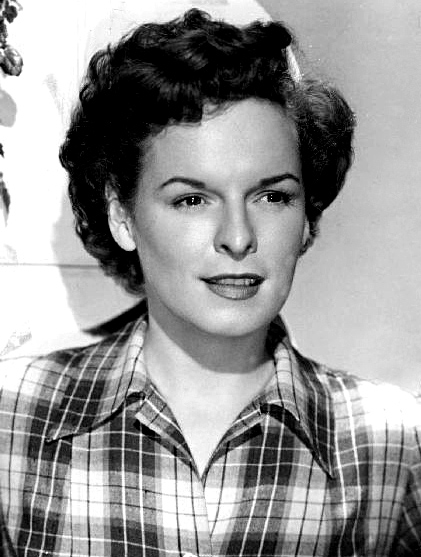
Mercedes McCambridge fue la ganadora del Óscar a la Mejor actriz de reparto por All the King's Men.

Indica el ganador dentro de cada categoría.
| Mejor película Presentado por: James Cagney All the King's Men (El político) — Columbia Pictures - Battleground (Fuego en la nieve) — Metro-Goldwyn-Mayer - A Letter to Three Wives (Carta a tres esposas) — 20th Century Fox - The Heiress (La heredera) — Paramount Pictures - Twelve O'Clock High (Almas en la hoguera) — 20th Century Fox | Mejor dirección Presentado por: Ida Lupino Joseph L. Mankiewicz - A Letter to Three Wives (Carta a tres esposas) - William Wyler – The Heiress (La heredera) - Carol Reed – The Fallen Idol (El ídolo caído) - William A. Wellman – Battleground (Fuego en la nieve) - Robert Rossen – All the King's Men (El político) |
| Mejor actor Presentado por: Jane Wyman Broderick Crawford – All the King's Men (El político), como Willie Stark - Kirk Douglas – Champion (El ídolo de barro), como Midge Kelly - Gregory Peck – Twelve O'Clock High (Almas en la hoguera), como General de brigada Frank Savage - Richard Todd – The hasty heart (Alma en tinieblas), como Cabo Lachlan "Lachie" MacLachlan - John Wayne – Sands of Iwo Jima (Arenas sangrientas), como Sargento John M. Stryker | Mejor actriz Presentado por: James Stewart Olivia de Havilland – The Heiress (La heredera), como Catherine Sloper - Jeanne Crain – Pinky, como Patricia "Pinky" Johnson - Susan Hayward – My Foolish Heart (Mi loco corazón), como Eloise Winters - Deborah Kerr – Edward, My Son (Edward, mi hijo), como Evelyn Boult - Loretta Young – Come to the Stable (Hablan las campanas), como la Hermana Margaret                                           |
| Mejor actor de reparto Presentado por: Claire Trevor Dean Jagger – Twelve O'Clock High (Almas en la hoguera), como el Alcalde Harvey Stovall - John Ireland – All the King's Men (El político), como Jack Burden - Arthur Kennedy – Champion (El ídolo de barro), como Connie - Ralph Richardson – The Heiress (La heredera), como Dr. Austin Sloper - James Whitmore – Battleground (Fuego en la nieve), como el sargento Kinnie | Mejor actriz de reparto Presentado por: Ray Milland Mercedes McCambridge – All the King's Men (El político), como Sadie Burke - Ethel Barrymore – Pinky, como Miss Em - Celeste Holm – Come to the Stable (Hablan las campanas), como Hermana Scholastica - Elsa Lanchester – Come to the Stable (Hablan las campanas), como Amelia Potts - Ethel Waters – Pinky, como Dicey Johnson                                                                  |
| Mejor argumento Presentado por: James Hilton The Stratton Story – Douglas Morrow - White Heat (Al rojo vivo) – Virginia Kellogg - Sands of Iwo Jima (Arenas sangrientas) – Harry Brown - It Happens Every Spring (Sucede cada primavera) – Valentine Davies y Shirley W. Smith - Come to the Stable (Hablan las campanas) – Clare Boothe Luce | Mejor argumento y guion Presentado por: James Hilton Battleground (Fuego en la nieve) – Robert Pirosh - Jolson Sings Again – Sidney Buchman - Paisà – Sergi Amidei, Federico Fellini, Alfred Hayes, Marcello Pagliero y Roberto Rossellini - Passport to Pimlico (Pasaporte para Pimlico) – T. E. B. Clarke - The Quiet One – Helen Levitt, Janice Loeb y Sidney Meyers                                                                               |
| Mejor guion Presentado por: James Hilton A Letter to Three Wives (Carta a tres esposas) – Joseph L. Mankiewicz; basado en la novela "Letter to Five Wives" de John Klempner - The Fallen Idol (El ídolo caído) – Graham Greene; basado la obra "The Basement Room" - Champion (El ídolo de barro) – Carl Foreman; basado en la novela "Champion" de Ring Lardner - Ladri di biciclette (Ladrón de bicicletas) – Cesare Zavattini; basado en la novela del mismo nombre de Luigi Bartolini - All the King's Men (El político) – Robert Rossen; basado en la obra homónima de Robert Penn Warren | Mejor cortometraje animado Presentado por: Anne Baxter y John Hodiak For Scent-imental Reasons - Canary Row (nominación retirada) - Hatch Up Your Troubles - The Magic Fluke - Toy Tinkers |
| Mejor cortometraje - Un rollo Presentado por: Anne Baxter y John Hodiak Aquatic House Party – Jack Eaton - Roller Derby Girl – Justin Herman - So You Think You're Not Guilty – Gordon Hollingshead - Spills and Chills – Walton C. Ament - Water Trix – Pete Smith | Mejor cortometraje - Dos rollos Presentado por: Anne Baxter y John Hodiak Van Gogh - Gaston Diehl y Robert Haessens - The Boy and the Eagle - William Lasky - Chase of Death - Irving Allen - The Grass Is Always Greener - Gordon Hollingshead - Snow Carnival - Gordon Hollingshead |
| Mejor documental largo Presentado por: George Murphy Daybreak in Udi - Kenji Comes Home | Mejor documental corto Presentado por: George Murphy A Chance to Live - So Much for So Little - 1848 - The Rising Tide |
| Mejor banda sonora de una película dramática o comedia Presentado por: Cole Porter The Heiress (La heredera) – Aaron Copland - Champion (El ídolo de barro) – Dimitri Tiomkin - Más allá del bosque (Beyond the Forest) – Max Steiner | Mejor orquestación de una película musical Presentado por: Cole Porter On the Town (Un día en Nueva York) – Roger Edens y Lennie Hayton - Jolson Sings Again – Morris Stoloff y George Dunning - Look for the Silver Lining – Ray Heindorf |
| Mejor canción original Presentado por: Cole Porter «Baby, It's Cold Outside» de Neptune's Daughter (La hija de Neptuno) – Letra y música: Frank Loesser - «It's a Great Feeling» de It's a Great Feeling (El amor no puede esperar) – Música: Jule Styne; Letra: Sammy Cahn - «Lavender Blue» de So Dear to My Heart – Música: Eliot Daniel; Letra: Larry Morey - «My Foolish Heart» de My Foolish Heart (Mi loco corazón) – Música: Victor Young; Letra: Ned Washington - «Through a Long and Sleepless Night» de Come to the Stable – Música: Alfred Newman; Letra: Mack Gordon              | Mejor sonido Presentado por: John Lund Twelve O'Clock High (Almas en la hoguera) – Thomas T. Moulton - Sands of Iwo Jima (Arenas sangrientas) – Daniel J. Bloomberg - Once More, My Darling – Bernard Brown |
| Mejor fotografía - Blanco y negro Presentado por: June Allyson y Dick Powell Battleground (Fuego en la nieve) – Paul Vogel - Come to the Stable (Hablan las campanas) – Joseph LaShelle - The Heiress (La heredera) – Leo Tover - Champion (El ídolo de barro) – Frank Planer - Prince of Foxes (Príncipe de los zorros) – Leon Shamroy | Mejor fotografía - Color Presentado por: June Allyson y Dick Powell She Wore a Yellow Ribbon (La legión invencible) – Winton Hoch - Arena – Charles Clarke - Jolson Sings Again – William Snyder - Little Women (Mujercitas) – Robert Planck y Charles Schoenbaum - The Barkleys of Broadway (Vuelve a mí) – Harry Stradling |
| Mejor dirección de arte - Blanco y negro Presentado por: Barbara Hale y Ruth Roman The Heiress (La heredera) – Dirección de arte: John Meehan y Harry Horner; Decorados: Emile Kuri - Come to the Stable (Hablan las campanas) – Dirección de arte: Lyle Wheeler y Joseph C. Wright; Decorados: Thomas Little y Paul S. Fox - Madame Bovary – Dirección de arte: Cedric Gibbons y Jack Martin Smith; Decorados: Edwin B. Willis y Richard A. Pefferle | Mejor dirección de arte - Color Presentado por: Barbara Hale y Ruth Roman Little Women (Mujercitas) – Dirección de arte: Cedric Gibbons y Paul Groesse; Decorados: Edwin B. Willis y Jack D. Moore - Adventures of Don Juan (El burlador de Castilla) – Dirección de arte: Edward Carrere; Decorados: Lyle Reifsnider - Saraband for Dead Lovers (Matrimonio de estado) – Dirección de arte y Decorados: Jim Morahan, William Kellner y Michael Relph |
| Mejor diseño de vestuario - Blanco y negro Presentado por: Peggy Dow y Joanne Dru The Heiress (La heredera) – Edith Head y Gile Steele - Prince of Foxes (Príncipe de los zorros) – Vittorio Nino Novarese | Mejor diseño de vestuario - Color Presentado por: Peggy Dow y Joanne Dru Adventures of Don Juan (El burlador de Castilla) – Marjorie Best, Leah Rhodes y William Travilla - Mother Is a Freshman (Mamá es mi rival) – Kay Nelson |
| Mejor montaje Presentado por: Mark Robson Champion (El ídolo de barro) – Harry Gestard - Sands of Iwo Jima (Arenas sangrientas) – Richard Van Enger - Battleground (Fuego en la nieve) – John Dunning - All the King's Men (El político) – Robert Parrish y Al Clark - The Window – Frederic Knudtson | Mejores efectos especiales Presentado por: Patricia Neal Mighty Joe Young (El gran gorila) – Arko Production y RKO Radio - Tulsa (Tulsa, ciudad de lucha) – Walter Wagner y Eagle Lion |

### Óscar honorífico
- Mejor película de habla no inglesa: Ladri di biciclette (Ladrón de bicicletas) de Vittorio de Sica (Italia)
- Fred Astaire, por ser un artista único y por su contribución decisiva al musical.
- Cecil B. De Mille, distinguido pionero, por sus 37 años en el cine.
- Jean Hersholt, por sus servicios al cine.
- Bobby Driscoll, mejor intérprete infantil en "Mi querido corazón" y "La ventana".

## Premios y nominaciones múltiples
| Película                                         | Nominaciones | Premios |
| ------------------------------------------------ | ------------ | ------- |
| The Heiress (La heredera)                        | 8            | 4       |
| All the King's Men (El político)                 | 7            | 3       |
| Battleground (Fuego en la nieve)                 | 6            | 2       |
| Twelve O'Clock High (Almas en la hoguera)        | 4            | 2       |
| A Letter to Three Wives (Carta a tres esposas)   | 3            | 2       |
| Champion (El ídolo de barro)                     | 6            | 1       |
| Adventures of Don Juan (El burlador de Castilla) | 2            | 1       |
| Ladri di biciclette (Ladron de bicicletas)       | 2            | 1       |
| Little Women (Mujercitas)                        | 2            | 1       |
| Mighty Joe Young (El gran gorila)                | 1            | 1       |
| Neptune's Daughter (La hija de Neptuno)          | 1            | 1       |
| The Stratton Story                               | 1            | 1       |
| She Wore a Yellow Ribbon (La legión invencible)  | 1            | 1       |
| On the Town (Un día en Nueva York)               | 1            | 1       |
| Come to the Stable (Hablan las campanas)         | 7            | 0       |
| Sands of Iwo Jima (Arenas sangrientas)           | 4            | 0       |
| Jolson Sings Again                               | 3            | 0       |
| Pinky                                            | 3            | 0       |
| The Fallen Idol (El ídolo caído)                 | 2            | 0       |
| My Foolish Heart (Mi loco corazón)               | 2            | 0       |
| Prince of Foxes (Príncipe de los zorros)         | 2            | 0       |